# 사랑해 누나
〈사랑해 누나〉는 2011년 발매된 장민호의 트로트 데뷔곡으로, 바흐의 `토카타와 푸가`를 샘플링한 전주를 시작으로 흥겹고 경쾌한 리듬 속에, 사랑하는 여인에게 사랑과 헌신을 고백하는 신나는 노래다.
1997년 아이돌 보이 그룹 '유비스(U-BES)'의 메인 보컬로 데뷔한 장민호는 팀이 해체된 후 2004년 남성 발라드 듀오 그룹 ‘바람’으로 활동을 시작했으나 대중의 인기를 크게 얻지 못했고 2011년 트로트 싱글 〈사랑해 누나〉를 발매하여 다시 트로트 가수로 데뷔했다. 이후 긴 무명 세월을 거쳐 트롯신사, 트롯계의 BTS 등의 별명을 얻으며 활발한 활동을 펼쳤으며 트로트 데뷔 10년 만에 전성기를 누리며 많은 사랑을 받고 있다.

## 역사
2011년 발매 당시 앞부분의 가사 중 "아리까리 모르는 게 여자라지" 라고 되어 있던 부분은 이후 가사가 "알다가도 모르는 게 여자라지"로 변경되었고, 2013년 발매된 장민호의 미니앨범 《남자는 말합니다》에는 변경된 가사가 실려 있다.

## 참여
- 작사: 한정민, 김길래
- 작곡: 한정민
- 편곡: 정재원
- 기타: 이성렬
- 코러스: 도윤숙
- 레코딩 엔지니어: 신용식
- 믹싱 엔지니어: 김동훈

## 같이 보기
- 드라마 (장민호의 음반)
- 남자는 말합니다
- 사는 게 그런 거지
- 읽씹 안읽씹
- 7번국도 (노래)
- 내 이름 아시죠
- 에세이 ep.1